# 4-й Ростовский переулок
4-й Росто́вский переу́лок — небольшая тупиковая улица в центре Москвы в Хамовниках от Плющихи к Ростовской набережной.

## Происхождение названия
Ростовские переулки (сохранились 4 из них: 2-й, 4-й, 6-й и 7-й) возникли как Тишинские (возможно, от фамилии землевладельца Тишин — от имени Тиша, уменьшительного к Тимофей). Современное их название (известно с XIX века) дано по Ростовской слободе XV—XVI веков.

## Описание
4-й Ростовский переулок отходит от улицы Плющиха вместе с 2-м Ростовским, проходит на юго-запад по направлению к 7-му Ростовскому переулку и заканчивается тупиком во дворе дома 5 по Ростовской набережной.

## Примечательные здания и сооружения
по нечётной стороне

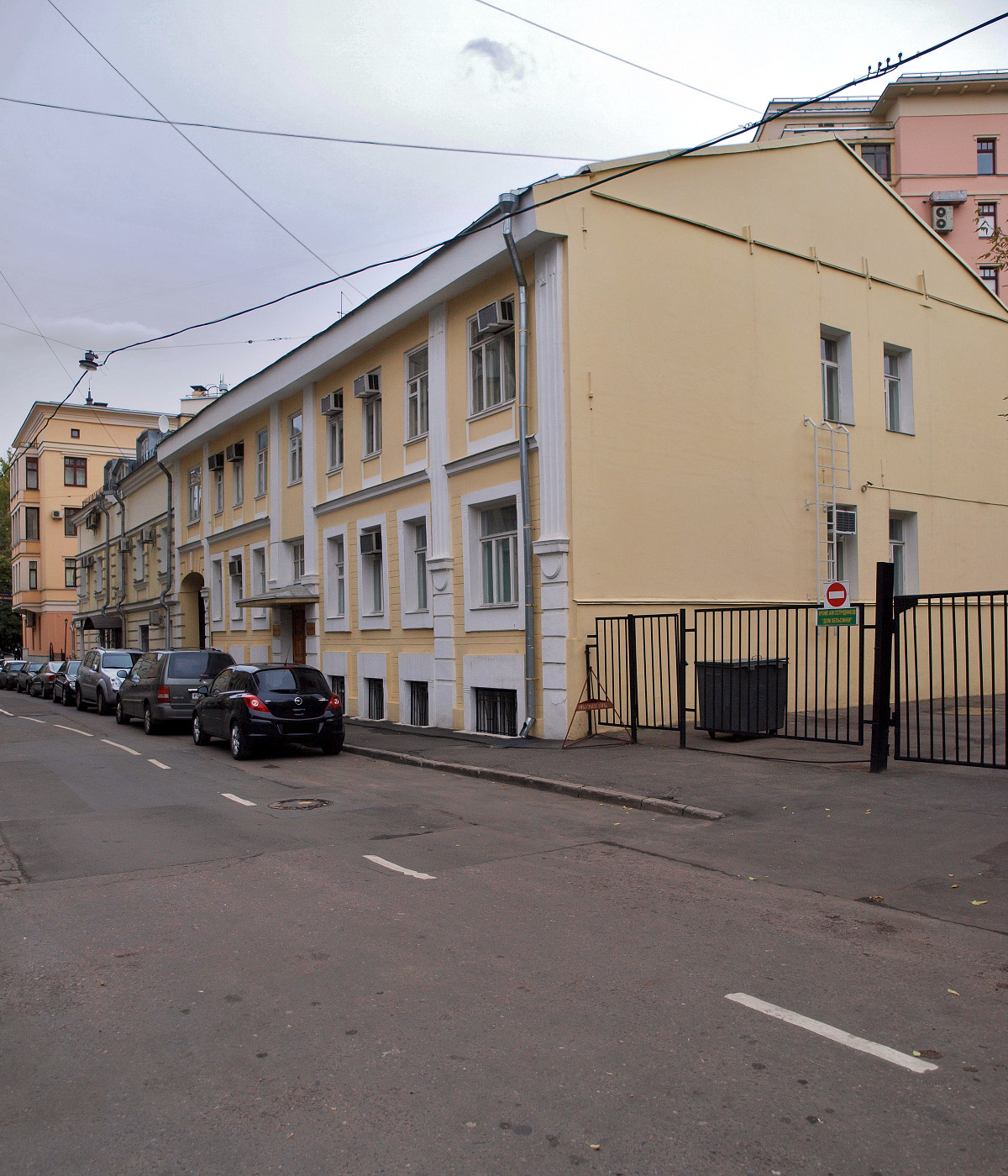
№ 1, стр. 2.

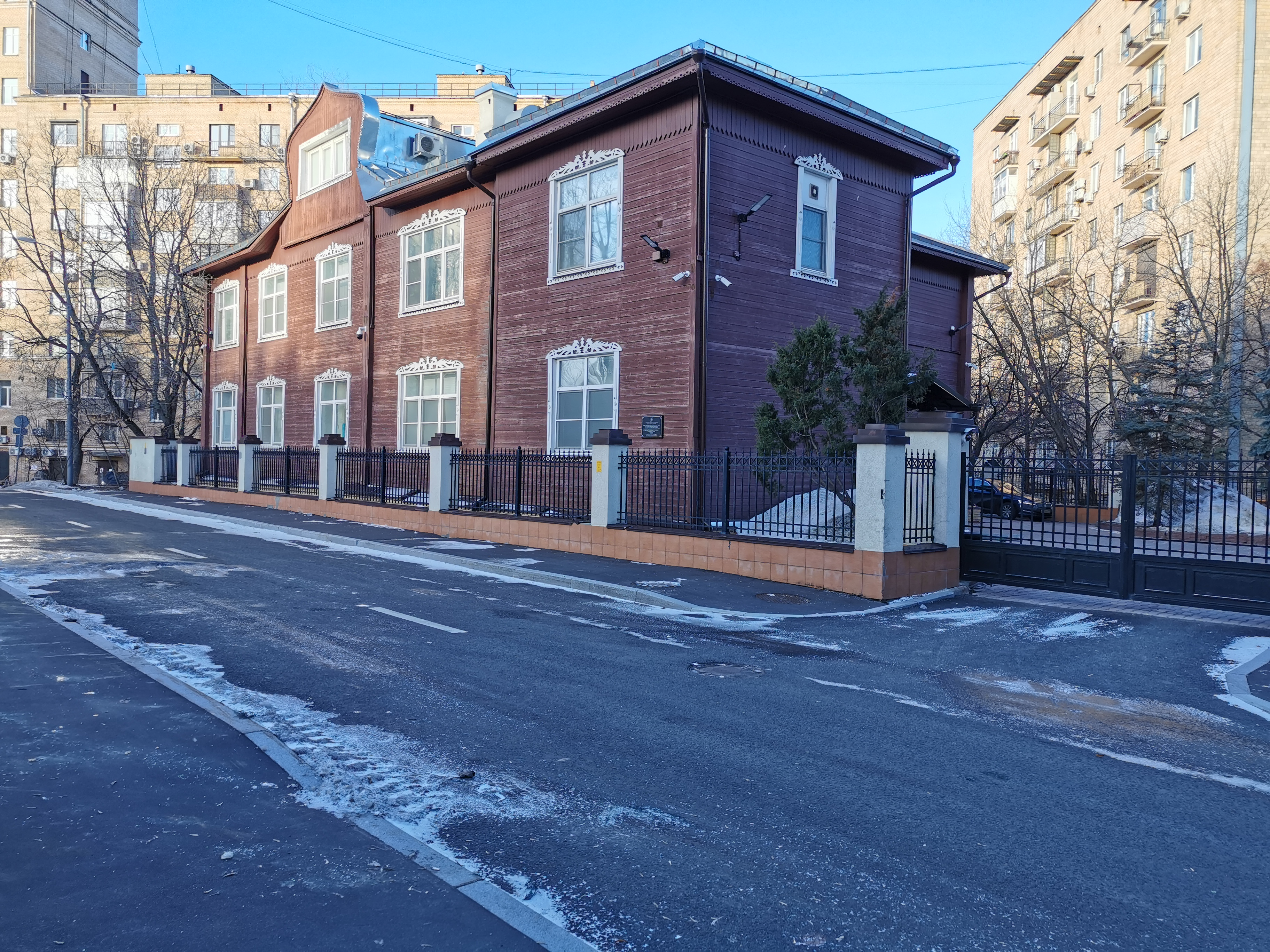
Дом Бакшеева В. Н.

- № 1, стр. 2 — Дом неклассного художника А. К. Сильверсвана (архитектор И. Г. Кондратенко, совместно с М. Н. Черкасовым)  памятник архитектуры (вновь выявленный объект), ныне — бизнес-центр «Дом Хельсинки» (представительство).

по чётной стороне
- № 2, стр. 1 — Доходный дом Т. А. Селиной (1913—1914, архитектор Виктор Мазырин)
- № 2, стр. 2 — Четырёхэтажный двухподъездный кирпичный жилой дом (1915 г.)
- № 6 — дом Василия Бакшеева, построен живописцем в 1903 году по собственному проекту в стиле традиционного русского зодчества. Художник прожил в этом почти 55 лет, в 1962-м на здании была установлена памятная доска[1][1][2][3].